# Gremi de Tenders Revenedors
El Gremi de Tenders Revenedors de Barcelona, actualment coneguda com a Associació Antic Gremi de Revenedors, 1447, va ser creada per la gràcia de la reina Maria de Castella en nom del seu marit el rei Alfons el Magnànim, l'any 1447. Des de l'inici fins l'extinció com a gremi, la labor de regulació del mercat va ser primordial, però també l’assistencial, funció que perdura encara en l'actualitat. Ajudar els socis en cas de necessitat, i concretament atendre problemes de caràcter benèfic-social, com ara les vetlles de malalts, l'enterrament de difunts, el socors de necessitats o la recollida d'almoines entre els seus membres, dedicats al que actualment es coneix com a comerç al detall. Aquesta labor, adaptada a cada moment, ha quedat àmpliament detallada en nombrosos estatuts i reglaments elaborats durant tots aquests anys.
Com a tots els gremis medievals, era de gran importància la vinculació amb algun sant protector. El gremi de tenders va escollir l'advocació de sant Miquel Arcàngel i tenen la seva capella a l'església de Santa Maria del Pi de Barcelona, just davant d'on tenen la seu social. Des d'aleshores, l'entitat ha estat funcionant ininterrompudament, vetllant pel benestar dels seus associats.
Després de mitjan segle xix, i en cessar l'activitat gremial a causa de la llei de supressió dels gremis, l'activitat principal ha estat la protecció del patrimoni documental, històric i artístic llegat pels avantpassats revenedors, així com l'assistència als associats, que ho són només per herència. Cal dir que avui dia l'entitat compta amb 140 socis, hereus provinents de les antigues famílies que formaren el Gremi.

## Origen
El 12 de setembre de 1447, la reina Maria de Castella en representació d'Alfons el Magnànim, va atorgar el privilegi d'aprovació dels Estatuts de la confraria de tenders revenedors de la ciutat de Barcelona.
Els seus membres inicialment varen ser tenders (botiguers) i revenedors de mercaderies d'alimentació: arrossos, fideus, mels, olis, civades, formatges, tonyina salada, sardines, anxoves, així com, llegums, figues, panses, dàtils, i altres diverses productes de consum. L'acta fundacional detalla la llista específica.
En una primera època el seu objecte social era atendre problemes de tipus benèfic com la vetlla de malalts, assistència a enterraments o socors a necessitats, si bé va anar incorporant aspectes regulatoris de l'activitat i de qüestions laborals, que es varen recollir en unes esmenes de 1486, aprovades per l'infant Enric d'Aragó i Pimentel.
S'organitzava al voltant d'uns prohoms elegits entre els membres encarregats de regir la institució i interpretar els estatuts en cas de conflictes. Les modificacions en els estatuts o esmenes de determinats punts mitjançant les ordenacions s'elevaven pels prohoms al Trentenari. D'aquests canvis destaquen les ordenacions de 1613 que obligaven passar un examen per a poder regentar una botiga, en que s'avaluava la "bona conducta". Entre les obligacions que havia de complir el tender en aquella època figurava la residència a la mateixa tenda i ocupar-se personalment de la venda. També formava part de l'activitat gremial la determinació dels llocs de venda a les places públiques i la persecució del frau o de l'emmagatzemament.

## Evolució. Adaptacions i formes jurídiques fins a l'actualitat
L´anomenat gremi de tenders i revenedors de Barcelona, sota l’advocació de Sant Miquel arcàngel, va néixer com a confraria el 1447 i va evolucionant fins a l'associació sense ànim de lucre actual.
La concepció medieval de les funcions i activitats del gremi es va mantenir fins finals del segle xviii que es comença a dictar noves disposicions oficials que arriben al màxim desplegament amb el decret de dissolució dels gremis i la desamortització de Mendizabal l'any 1835. Va començar un procés de transformació amb consens polític, entre el 7 d'agost de 1842 i 18 de juliol de 1843, que va portar a la creació de l'Asociación de Socorros Mutuos entre Tenderos Revendedores, mantenint-se sota l'advocació de Sant Miquel Arcàngel, una conversió ratificada el 12 de juliol de 1847.
A partir d'aquest moment, els associats podien dedicar-se a altres professions, ja no havien de ser revenedors i no s'havien de pagar quotes. També a partir d'aquí, l'ingrés a l'entitat seria només per línia de primogenitura, norma que segueix vigent. Des d'aleshores, l'entitat, tot i les diferents formes socials que ha hagut d'adoptar per subsistir en les diferents administracions, ha acomplert la seva funció amb els associats, que són els descendents directes dels antics confrares i després agremiats.
Formes jurídiques emprades:
- Confraria de Sant Miquel dels Tenders Revenedors de la ciutat de Barcelona, Confraria dels Tenders Revenedors de la ciutat de Barcelona o, simplement, Confraria dels Revenedors [1447-1797].
- Gremi dels Tenders Revenedors de Barcelona [1797-1843].
- Pia Unión de Gremio de Tenderos Revenedores de Barcelona [1819-1843].
- Asociación de Socorros Mutuos entre Tenderos Revendedores de la Ciudad de Barcelona para el caso de enfermedad, bajo la advocación de san Miguel Arcàngel [1843-1910].
- Associació de Socors Mutus abans Gremi entre Tenders-Revenedors de Barcelona, baix l’advocació de Sant Miquel Arcàngel [1910-1936].
- Associació de Socors Mutus abans Gremi entre Tenders Revenedors de Barcelona, per a casos de malaltia, impossibilitació i mort [1936-1939].
- Asociación de Socorros Mutuos antes Gremio entre Tenderos Revendedores de Barcelona para casos de enfermedad, imposibilitación y muerte bajo la advocación de San Miguel Arcángel, patrón tutelar de la asociación [1939-1984].
- Associació de Socors Mutus de Previsió Social, abans Gremi entre Tenders Revenedors de Barcelona sota l’Advocació de Sant Miquel Arcàngel – Mutualitat de Previsió Social, a prima fixa [1984-2013].
- Associació Històrica, Cultural i Benèfica dels descendents de l’antic Gremi entre Tenders Revenedors de Barcelona, sota l’advocació de Sant Miquel Arcàngel, fundat l’any 1447 [2013-2018].
- Associació Antic Gremi de Revenedors de Barcelona, 1447 [2018 - actualitat].

## Associació Antic Gremi Revenedors, 1447
L'Associació Antic Gremi de Revenedors, 1447 és una entitat sense ànim de lucre, inscrita a la Generalitat de Catalunya, hereva directa de l'antic gremi fundat l'any 1447. Com des dels seus inicis, perdura la funció assistencial i compleix la seva funció amb els associats, descendents directes dels antics agremiats. D'igual manera, l'associació té un fort compromís social i en aquest sentit té els següents objectius:
- Promoure la recerca històrica de la ciutat de Barcelona.
- Preservar, estudiar i divulgar el patrimoni històric documental de l'Antic Gremi entre Tenders i Revenedors de Barcelona sota l'advocació de Sant Miquel Arcàngel, fundat el 1447. Aquest llegat es remunta a l'època medieval i és un dels més rics i més antics de Catalunya.
- L'Associació patrocina i promou l'inventari d'arxius, la transcripció de fons, l'estudi documental i la recerca històrica.
- Donar suport i finançament a projectes de recerca en aquest àmbit.
- Conservar l'esperit gremial, històric, cultural i beneficosocial, mantenint els drets històrics dels membres del gremi originari, després mutualistes i ara associats, a rebre ajuts socials derivats de contingències concretes: hospitalització, malaltia, dependència, natalitat o adopció, enterrament, orfandat i, si escau, vellesa.

## Capella gremial

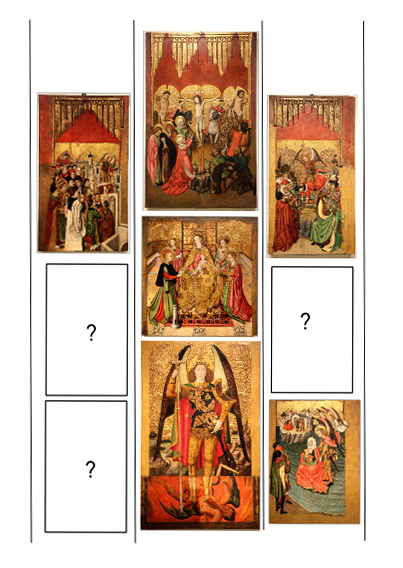
Reproducció del retaule de Sant Miquel de Jaume Huguet (1455-1460)

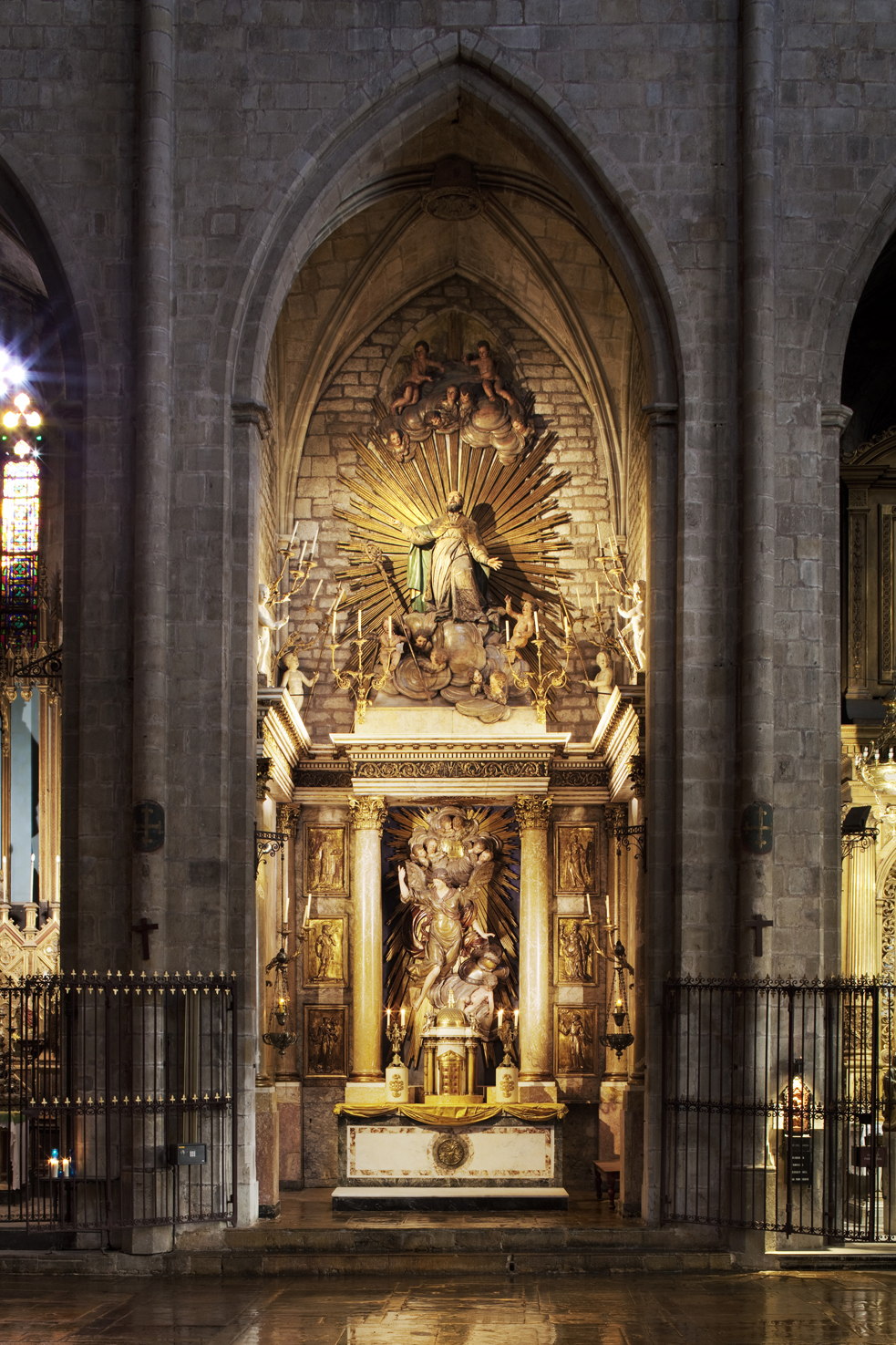
Capella dels Revenedors a Santa Maria del Pi, amb el retaule de Salvador Gurri i Tomàs Solanes. (1798-1800)

Els gremis tenien la seva seu de reunió a la capella de les esglésies que es dedicaven a l'advocació del sant patró corresponent.
El primer lloc de reunió va ser la capella del convent de Sant Antoni Abat, al Raval de Barcelona, on celebraven la festa patronal i altres actes religiosos així com les reunions i, on guardaven la caixa de cabals i els llibres. El 1452, amb l'aprovació reial, es varen traslladar a una capella lateral de l'església del Pi. La capella fou beneïda el 3 de maig de 1456 i la varen guarnir amb el retaule de Sant Miquel del pintor gòtic Jaume Huguet que estava dedicat al seu patró Sant Miquel Arcàngel, una obra d'art conservada al Museu d'Art de Catalunya.
Dins de la mateixa església, el 1630 es varen traslladar a una altra capella dedicada a Sant Bartomeu i Santa Bàrbara, tot i mantenir la sagristia antiga, encara existent, on tenien les reunions i hi guardaven els cabals. Aquesta capella, era compartida pel gremi dels boters, taverners i altres oficis de venda.
En aquesta època es va realitzar un retaule renaixentista que va ser substituït l'any 1797 per un altre de neoclassic obra de Salvador Gurri i Tomàs Solanes. Aquest retaule és mantingut actualment a la mateixa capella i on el gremi conserva el privilegi de tenir el Santíssim Sagrament el dia de la festa de Sant Miquel.
L'any 1678 va iniciar la construcció de la seva pròpia seu en una casa que havia adquirit a la mateixa plaça del Pi a les monges del convent de la Verge Maria de Jerusalem. L'any 1781 es van fer obres que probablement incorporaren els esgrafiats que es mantenen actualment.

### Misteri processional
L'any 1816 el gremi va encarregar a l'escultor Damià Campeny la confecció d'un misteri processional per tal de concórrer a la processó que organitzava cada any l'Arxiconfraria de la Puríssima Sang i que era l'esdeveniment social més important de la Setmana Santa Barcelonina. El misteri, va ser estrenat l'any següent en la processó de 1817, cosa que va constituir un esdeveniment memorable per la seva excepcionalitat comparat amb els altres misteris, representa la primera obra documentada de Campeny feta a Barcelona. És propietat actualment del Museu Nacional de Catalunya (MNAC) que el té dipositat a la basílica de Santa Maria del Pi on està exposat. Es tracta de l'únic misteri processional conservat íntegrament de l'antiga processó de Barcelona.